# Regionalwahl in Friaul-Julisch Venetien 1993
Die Regionalwahl in Friaul-Julisch Venetien 1993 fand am 6. Juni statt. Gewählt wurden alle 60 Mitglieder des Regionalrates (Consiglio regionale).

## Wahlergebnis
| Listen            | Listen                                        | Stimmen   | %    | Mandate |
| ----------------- | --------------------------------------------- | --------- | ---- | ------- |
|                   | Lega Nord                                     | 212.423   | 26,7 | 18      |
|                   | Democrazia Cristiana                          | 177.456   | 22,3 | 15      |
|                   | Partito Democratico della Sinistra            | 78.747    | 9,9  | 6       |
|                   | Movimento Sociale Italiano – Destra Nazionale | 66.326    | 8,3  | 5       |
|                   | Partito della Rifondazione Comunista          | 44.019    | 5,5  | 4       |
|                   | Alleanza Verde Friuli-Venezia Giulia          | 43.089    | 5,4  | 3       |
|                   | Partito Socialista Italiano                   | 37.704    | 4,7  | 3       |
|                   | Lega Autonomia Friuli                         | 37.447    | 4,7  | 2       |
|                   | Lista per Trieste                             | 26.316    | 3,3  | 2       |
|                   | La Rete                                       | 14.114    | 1,8  | –       |
|                   | Partito Repubblicano Italiano                 | 13.658    | 1,7  | 1       |
|                   | Partito Socialista Democratico Italiano       | 12.694    | 1,6  | –       |
|                   | Movimento Friuli                              | 12.568    | 1,6  | –       |
|                   | Partito Liberale Italiano                     | 10.342    | 1,3  | 1       |
|                   | Slovenska Skupnost                            | 9.673     | 1,2  | –       |
| Gesamt            | Gesamt                                        | 796.576   | 100  | 60      |
|                   |                                               |           |      |         |
| Ungültige Stimmen | Ungültige Stimmen                             | 57.025    | 6,7  |         |
| Wähler            | Wähler                                        | 853.601   | 80,1 |         |
| Wahlberechtigte   | Wahlberechtigte                               | 1.065.698 |      |         |

## Liste der Mitglieder des Regionalrates
| Mitglied                  | Liste  |
| ------------------------- | ------ |
| Roberto Antonaz           | PRC    |
| Roberto Antonione         | LpT    |
| Pietro Arduini            | LN     |
| Aldo Ariis                | PLI    |
| Matteo Bortuzzo           | LN     |
| Milos Budin               | PDS    |
| Sergio Cadorini           | PDS    |
| Carmelo Calandruccio      | DC     |
| Fiordelisa Cartelli 1     | LN     |
| Giancarlo Castagnoli      | LN     |
| Giancarlo Casula          | MSI-DN |
| Sergio Cecotti            | LN     |
| Tiziano Chiarotto         | DC     |
| Angelo Compagnon          | DC     |
| Manlio Contento 2         | MSI-DN |
| Giancarlo Cruder          | DC     |
| Claudio Cudin             | DC     |
| Cristiano Degano          | DC     |
| Michele Degrassi          | PDS    |
| Gianluigi D’Orlandi       | PRI    |
| Antonio Di Bisceglie 3    | PDS    |
| Sergio Dressi             | MSI-DN |
| Silva Fabris              | LN     |
| Gianpiero Fasola          | LN     |
| Pietro Fontanini 4        | LN     |
| Gioacchino Francescutto 5 | PSI    |
| Gianfranco Gambassini     | LpT    |
| Paolo Ghersina            | Verdi  |
| Sergio Giacomelli         | MSI-DN |
| Elena Gobbi               | PRC    |
| Isidoro Gottardo          | DC     |
| Alessandra Guerra         | LN     |
| Mauro Larise              | LN     |
| Oscarre Lepre             | DC     |
| Viviana Londero           | LN     |
| Bruno Longo               | DC     |
| Antonio Martini           | DC     |
| Giorgio Mattassi          | PDS    |
| Elia Mioni                | Verdi  |
| Roberto Molinaro          | DC     |
| Fausto Monfalcon          | PRC    |
| Gianfranco Moretton       | DC     |
| Danilo Narduzzi           | LN     |
| Giancarlo Pedronetto      | LAF    |
| Gianluigi Pegolo          | PRC    |
| Paolo Polidori            | LN     |
| Mario Puiatti             | Verdi  |
| Adriano Ritossa           | MSI-DN |
| Giuseppe Ferruccio Saro   | PSI    |
| Anna Sdraulig             | LN     |
| Ezio Sedran               | LN     |
| Lodivico Sonego           | PDS    |
| Ivano Strizzolo           | DC     |
| Roberto Tanfani           | LN     |
| Alberto Tomat             | DC     |
| Renzo Tondo 6             | PSI    |
| Renzo Travanut            | PDS    |
| Giancarlo Vatri           | DC     |
| Ennio Vazzoler            | LAF    |
| Beppino Zoppolato         | LN     |